# Kunda (ort i Indien)
Kunda är en ort i Indien.   Den ligger i distriktet Pratāpgarh och delstaten Uttar Pradesh, i den centrala delen av landet, 500 km sydost om huvudstaden New Delhi. Kunda ligger 109 meter över havet och antalet invånare är 24 948.
Terrängen runt Kunda är mycket platt. Runt Kunda är det tätbefolkat, med 790 invånare per kvadratkilometer. Kunda är det största samhället i trakten. Trakten runt Kunda består till största delen av jordbruksmark.